# Santiago la Galera
Santiago la Galera är en ort i Mexiko.   Den ligger i kommunen Candelaria Loxicha och delstaten Oaxaca, i den sydöstra delen av landet, 500 km sydost om huvudstaden Mexico City. Santiago la Galera ligger 1 276 meter över havet och antalet invånare är 430.
Terrängen runt Santiago la Galera är kuperad söderut, men norrut är den bergig. Terrängen runt Santiago la Galera sluttar söderut. Runt Santiago la Galera är det ganska glesbefolkat, med 38 invånare per kvadratkilometer. Närmaste större samhälle är San Agustín Loxicha, 15,6 km väster om Santiago la Galera. I omgivningarna runt Santiago la Galera växer i huvudsak städsegrön lövskog.